# 2018년 동계 올림픽 마다가스카르 선수단
2018년 동계 올림픽 마다가스카르 선수단은 대한민국 평창군에서 개최될 2018년 동계 올림픽에 참가할 예정인 올림픽 마다가스카르 선수단이다. 마다가스카르의 동계 올림픽 참가는 2006년 동계 올림픽 이후 12년 만이며, 사상 두번째 참가이기도 하다.
이번 대회에서 마다가스카르는 알파인스키 한 종목에 여자 선수 한 명이 출전할 예정이다. 여자 선수의 동계 올림픽 참가는 이번이 처음이다.

## 참가 선수
| 종목       | 남자 | 여자 | 합계 |
| 알파인스키 | 0    | 1    | 1    |
| 합계       | 0    | 1    | 1    |

## 알파인 스키
마다가스카르에는 총 한 명의 선수가 배정됐다. 마다가스카르에서 태어났으며 한 살 때 프랑스 가족에 입양됐다. 이후 프랑스에서 스키를 배웠다.
| 선수                | 세부 종목   | 1차 시기 | 1차 시기 | 2차 시기 | 2차 시기 | 합계    | 합계      |
| 선수                | 세부 종목   | 기록     | 순위     | 기록     | 순위     | 기록    | 최종 순위 |
| 미알리티아나 클레르 | 여자 대회전 | 1:21.82  | 55       | 1:17.18  | 42       | 2:39.00 | 48        |
| 미알리티아나 클레르 | 여자 회전   | 1:01.24  | 53       | 59.03    | 48       | 2:00.27 | 47        |